# Филофобия
Филофобия — боязнь влюбиться или иметь привязанность к другому человеку. Для человека с филофобией большой риск быть эмоционально привязанным к кому-либо или быть влюбленным. Обычно возникает, когда человек сталкивается с любыми эмоциональными потрясениями, связанными с любовью, но также может быть и хронической фобией. Часто наблюдается в религиях. Является психическим расстройством, чаще всего основанным на прошлом человека. Филофобия может быть связана со страхом моральной боли или потери близкого человека. Причиной является, скорее всего, пережитая потеря любимого человека по разным причинам, чаще из-за разлуки. Развивается этот страх из-за опасений повторения, особенно когда это часто приводило к потере самооценки, ухудшению общего состояния здоровья человека, потери цели жизни. Влияет на качество жизни и отталкивает человека от обязательств. Худший аспект страха быть влюбленным состоит в том, что он держит человека в одиночестве. Может также развиться из религиозных и культурных верований, которые запрещают любовь. Как правило, филофобия длится недолго, но, в зависимости от стадии пережитого стресса, может развиваться хроническая филофобия.
В случае, если человек вышел из стресса и переживаний после потери, он «нашёл» себя в этом мире и у него появилась филофобия, в нём могут атрофироваться некоторые возможности ощущений, он перестанет воспринимать призыв к отношениям, у него может появиться эгоистичный образ жизни. Также может развиться нарциссизм.
Также может быть так, что филофобия может проявиться у людей, которым, по их мнению, рано заводить отношения и они должны сначала закончить учёбу и/или найти работу.
В худшем случае может привести к падению самооценки, боязни людей противоположного пола (андрофобии и гинофобии соответственно), иногда возможен летальный исход в виде самоубийства, если не проконсультироваться у психолога или психотерапевта.
Также считается одной из составляющих депрессии. Не следует путать с аромантичностью.
Отечественные исследования филофобии начались только в 21в. Так Кучарин А.Е. описал признаки филофобов в партнерских отношениях.